# Syðrimúli
Syðrimúli är ett berg i republiken Island. Det ligger i regionen Norðurland eystra, 230 km nordost om huvudstaden Reykjavík. Toppen på Syðrimúli är 707 meter över havet.
Trakten runt Syðrimúli är nära nog obefolkad, med mindre än två invånare per kvadratkilometer. Det finns inga samhällen i närheten. Trakten runt Syðrimúli består i huvudsak av gräsmarker.